# Otto Elste
Otto Elste (* 2. November 1854 in Naumburg (Saale); † 29. Mai 1918 in Berlin) war ein deutscher Sanitätsoffizier der Kaiserlichen Marine, zuletzt Marinegeneralarzt.

## Leben
Als Sohn des Naumburger Möbelfabrikanten August Elste besuchte Otto Elste das Domgymnasium zu Naumburg. Er trat nach Abschluss der Schule am 30. März 1875 als Eleve in das Medicinisch-chirurgische Friedrich-Wilhelms-Institut in Berlin. Er wurde Mitglied des nachmaligen Pépinière-Corps Suevo-Borussia. Am 15. Februar 1879 aus der Akademie ausgeschieden, wurde er am 26. August 1880 zum Marine-Assistenzarzt befördert. Er erhielt von Oktober 1884 bis Ende Oktober 1886 eine Kommandierung zum Generalstabsarzt der Kaiserlichen Marine. Anschließend war er als Arzt unter dem Kommando der Marine-Station der Nordsee bei der II.  Werftdivision in Wilhelmshaven. Im Dreikaiserjahr 1888 war er an einer militärischen Unternehmung auf die Samoainseln beteiligt. 1894 war er als Marine-Oberstabsarzt 2. Klasse, seit Ende August 1893 mit diesem Dienstgrad, von der König Wilhelm ausgeschifft worden. Von November 1897 bis Anfang Oktober 1903 und ab Januar 1908 war er an die Medizinalabteilung des Reichsmarineamts kommandiert. Als Marine-Generalarzt mit dem Rang als Konteradmiral (seit 1908) wurde er am 11. März 1910 zur Verfügung des Generalstabsarztes der Marine gestellt. Zuletzt war er Dezernent in der Medizinalabteilung des Reichsmarineamts in Berlin. 1910 erhielt er den Roten Adlerorden 2. Klasse mit Eichenlaub und Schwertern am Ringe.

## Schriften
- Die Grippe-Epidemie in der deutschen Marine 1889/90. In: Marine-Rundschau, Band 14, Mittler, 1890.